# Banda randagia
Banda randagia è il terzo album del gruppo Oi! bolognese Nabat, pubblicato nel 2018.

## Tracce
1. Nessuno amico
2. Voucher
3. Hey Boot Boy
4. Dai allora
5. Non ti fermare
6. Gossip Riot
7. Non c'è spazio
8. Banda randagia
9. Quel da fêr
10. Braccato
11. Lastrico lucido
12. La marcia dei disperati
13. Cronaca di un uomo ferito
14. Scelta e coerenza